# The Inner Chamber (film 1915)
The Inner Chamber è un cortometraggio muto del 1915 diretto da Wilbert Melville.

## Produzione
Il film, prodotto dalla Lubin Manufacturing Company, venne girato a Coronado, in California.

## Distribuzione
Distribuito dalla General Film Company, il film - un cortometraggio in tre bobine - uscì nelle sale USA il 15 dicembre 1915.